# Горечавочка Сугавары
Горечавочка Сугавары (лат. Gentianella sugawarae) — вид травянистых растений рода Горечавочка (Gentianella) семейства Горечавковые (Gentianaceae).

## Ботаническое описание
Двулетнее травянистое растение высотой 10—35 см. Стебель прямой, разветвленный до основания, с 3—6 междоузлиями.
Прикорневые листья 3—5 мм шириной, продолговато-ланцетные, острые. Стеблевые листья до 25 мм длиной и 8 мм шириной, ланцетные, острые.
Цветки светло-фиолетового цвета, трубчато-колокольчатые, расположены по одному на верхушках стебля и ветвей. Цветоножка голая, длиной до 2,5 см. Венчик трубчато-колокольчатый, до 3 см длиной; лопасти венчика острые, продолговато-овальные, до 1,2 см длиной. Цветёт в августе-сентябре, плодоносит в сентябре-октябре. Плод — продолговатая сидячая коробочка. Семена мелкие, многочисленные, зеленовато-коричневые.

## Экология и распространение
Узколоареальный эндемик Сахалина. Известно всего два местонахождения, расположенные на расстоянии 1,5 км от друг друга. Встречается на грязевых выбросах в зоне зарастания грязевых вулканов Магунтан и Малый Южный.

## Охранный статус
Занесена в Красную книгу России и в региональную Красную книгу Сахалинской области.